# بارنی مک‌گیل
بارنی مک‌گیل (انگلیسی: Barney McGill؛ ‏ ۳۰ آوریل ۱۸۹۰ – ۱۱ ژانویهٔ ۱۹۴۲) فیلم‌بردار اهل ایالات متحده آمریکا بود.

## فیلم‌شناسی
- افتخار دیگر ارزشی ندارد (۱۹۲۶)
- ترور (۱۹۲۸)
- کشتی نوح (۱۹۲۸)
- نمایش نمایش‌ها (۱۹۲۹)
- هوانورد (۱۹۲۹)
- پرستار شب (۱۹۳۱)
- ۲۰۰۰۰ سال در سینگ سینگ (۱۹۳۲)
- ازدواج آخر هفته (۱۹۳۲)